# تشيب مايرز
تشيب مايرز (بالإنجليزية: Chip Myers)‏ هو لاعب كرة قدم أمريكية أمريكي، ولد في 9 يوليو 1945 في بنما سيتي في الولايات المتحدة، وتوفي في 23 فبراير 1999 في لونغ ليك في الولايات المتحدة بسبب نوبة قلبية.

## وصلات خارجية
- تشيب مايرز على موقع مرجع كرة القدم المحترفة.كوم (الإنجليزية)